# Ourville-en-Caux
 Ourville-en-Caux  es una población y comuna francesa, en la región de Alta Normandía, departamento de Sena Marítimo, en el distrito de Le Havre. Es el chef-lieu y mayor población del cantón de Ourville-en-Caux.

## Demografía
| 701 | 693 | 756 | 896 | 933 | 1041 |
| Para los censos de 1962 a 1999 la población legal corresponde a la población sin duplicidades (Fuente: INSEE [Consultar]) |     |     |     |     |      |